# Alte Kameraden (march)
Alte Kameraden (Gamle Kammerater, Armeemarsch II, 150) er en tysk militær march komponeret omkring 1889 af den tyske komponist Carl Teike (1864–1922) i Ulm. Marchen var oprindelig 136 takter (næsten fem minutter) lang, og skrevet for janitsharorkester, men er senere udkommet i mange forskellige arrangementer. Da Teikes overordnede blev præsenteret for marchen, var svaret: "Vi har marcher nok. De kan lige så godt smide den i kaminen". Noderne blev imidlertid ikke brændt, og Alte Kameraden blev en af de mest spillede tyske marcher. Under 2. verdenskrig blev marchen spillet meget af tyske militærorkestre og blev også kendt i lande under tysk besættelse. Den blev også fremført hyppigt i koncentrationslejrene. Populariteten holdt sig efter afslutningen på krigen, og marchen er i dag en af de mest spillede tyske marcher.
I Tyskland blev Alte Kameraden defineret som koncertmarch, og ikke som parademarch. Dette var en af årsagerne til at den ikke blev optaget i den tyske hærs marchsamling før i 1939. Marchen har også en sangtekst, men den fremføres sjældent i dag.

## Tekst
| Alte Kameraden |
| Tysk |
| Alte Kameraden auf dem Marsch durchs Land Halten Freundschaft felsenfest und treu. Ob in Not oder in Gefahr, Stets zusammen halten sie auf’s neu.                                                         |
| Zur Attacke geht es Schlag auf Schlag, Ruhm und Ehr soll bringen uns der Sieg, Los, Kameraden, frisch wird geladen, Das ist unsere Marschmusik.                                                           |
| Nach dem Kampfe geht das ganze Regiment Ins Quartier ins nächste Dorfhauselement Und beim Wirte das Geflirte Mit den Mädels und des Wirtes Töchterlein.                                                   |
| Lachen scherzen, lachen scherzen, heute ist ja heut' Morgen ist das ganze Regiment wer weiß wie weit. Das, Kameraden, ist des Kriegers bitt'res Los, Darum nehmt das Glas zur Hand und wir sagen "Prost". |
| Alter Wein gibt Mut und Kraft, In dem steckt der wahre Lebenssaft. Und das alte Herz bleibt jung Und gewaltig die Erinnerung.                                                                             |
| Ob in Freude, ob in Not, Bleiben wir getreu bis in den Tod. Trinket aus und schenket ein Und laßt uns alte Kameraden sein.                                                                                |